# Nackanäs värdshus

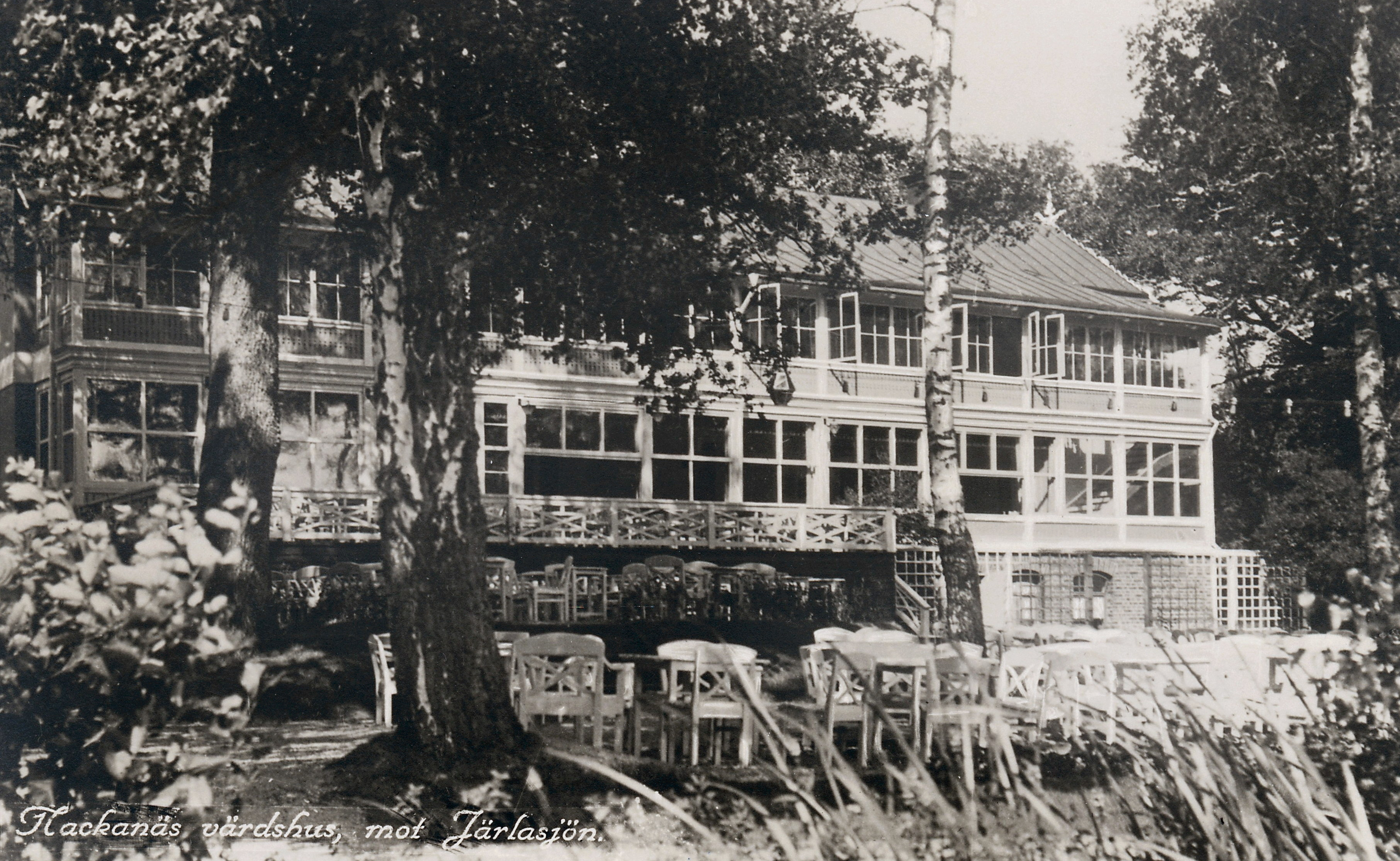
"Nackanäs värdshus mot Järlasjön" vykort från 1930-talet

Nackanäs värdshus (även kallad Nackanäs restaurang) var ett utvärdshus beläget på Nackanäs i nuvarande Nacka kommun. Verksamheten existerade mellan 1859 och 1960 då värdshusbyggnaden brann ner. Föregångare till Nackanäs värdshus var Nacka värdshus som låg alldeles intill på andra sidan vattnet i 300 år från 1500-talets mitt.

## Historik

### Nacka värdshus ca 1550-1850

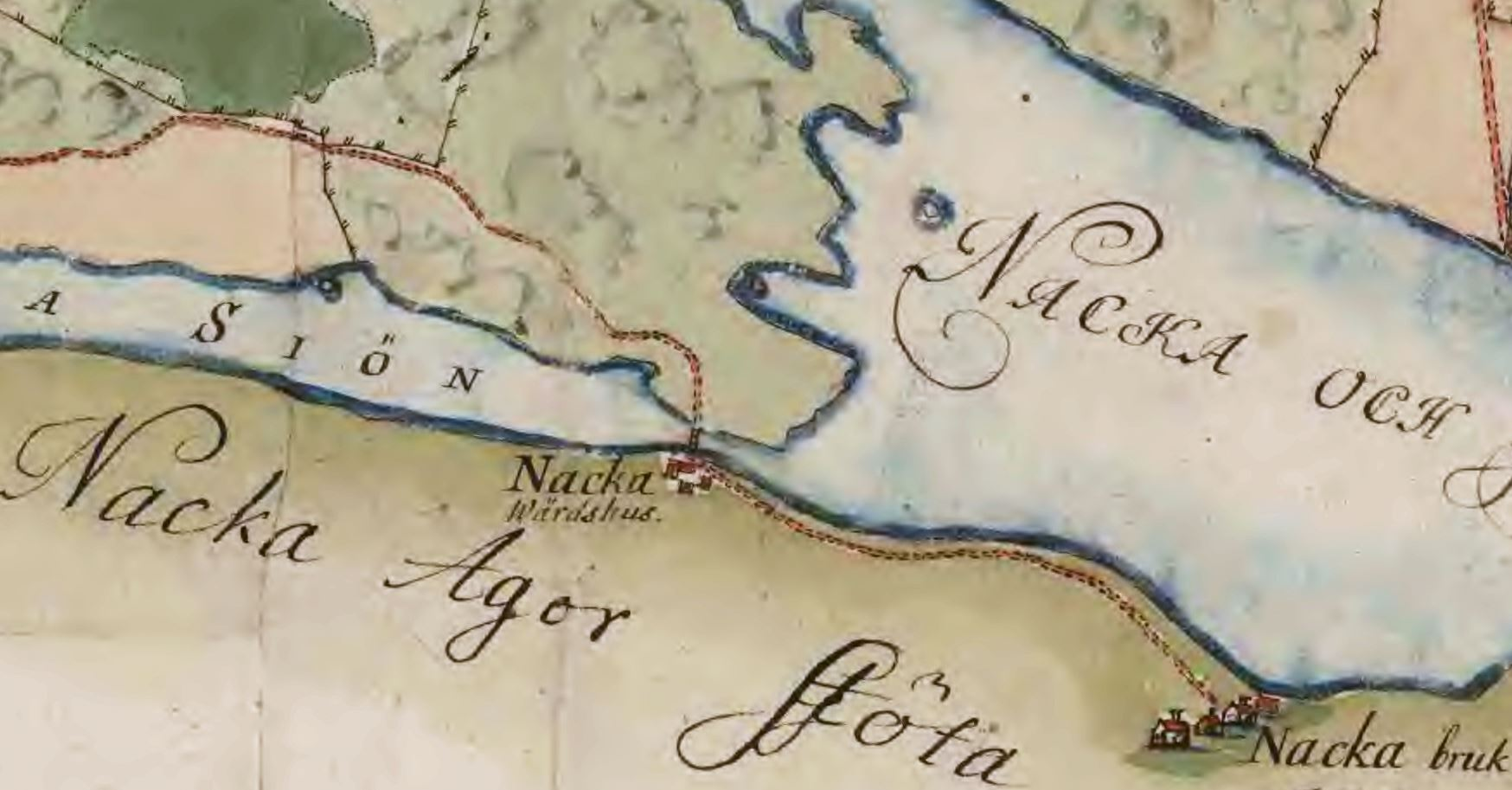
Nacka Wärdshus med omgivning 1782.

Krogverksamheten började söder om sundet mellan Sicklasjön och Järlasjön vid 1500-talets mitt och hängde ihop med att kronan startade Nacka bruk. När man sedan byggde en bro över sundet kopplades krogrättigheten samman med brons underhåll. Stället kallade då Nackabro krog.
Värdshuset hade tidvis mycket dåligt rykte som tillhåll för busar på utflykt från Södermalm. Krogverksamheten förbjöds 1837 sedan sockenstämman i ett bifall till kronolänsmannens begäran hade yttrat att krogen var mer skadlig än nyttig. Troligen fortsatte verksamheten några år till eftersom Nacka Värdshus i tidtabellen från 1852 är en av ångslupen S/S Siklas destinationer. Byggnaden revs och på platsen uppfördes 1859 nuvarande villa Stora Nynäs. Samtidigt började en ny värdshusrörelse vid sundets norra sida. Den nya tomten låg på Stora Sicklas ägor som inte tillhörde Nacka kapellförsamling, varför utskänkningsförbudet inte gällde där.

### Nackanäs värdshus 1859-1960

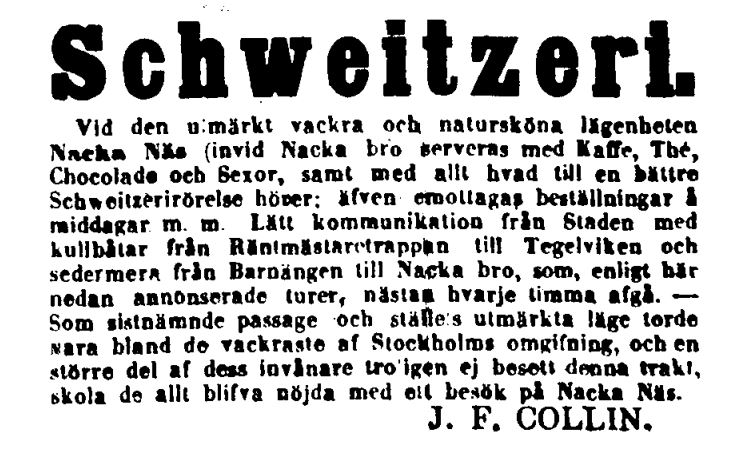
Annons, 1859.

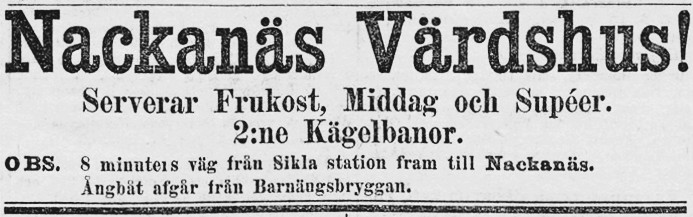
Annons, 1894.

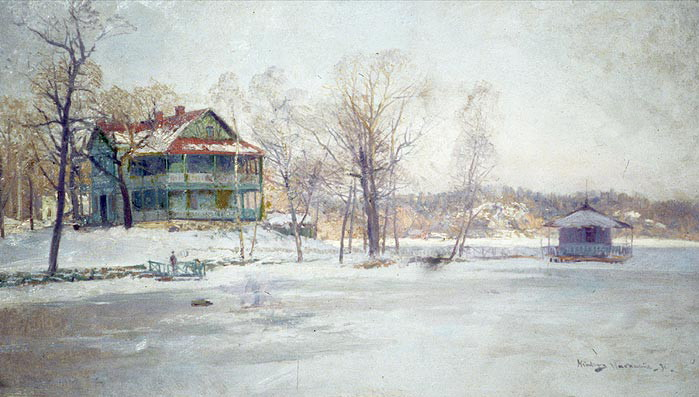
Nackanäs värdshus, oljemålning av Johan Kindborg, 1890-tal.

Platsen kallades egentligen Sicklanäs men värdshuset fick namnet Nackanäs för att tillgodogöra sig ett namn som inte bara var känt för sin tidigare krog utan också för sin naturskönhet.
Initiativtagare till den nya värdshusverksamheten var tullinspektoren Johan Fredrik Collin. Sommaren 1859 började han annonsera om ett schweizeri som han låtit uppföra "vid den vackra och natursköna lägenheten Nacka Näs". Till en början hämtades gäster med roddbåtar från Räntmästartrappan och Barnängen.
Senare ägare var vinhandlaren Johan Daniel Grönstedt och konditorn Ferdinand de la Croix. Från 1865 och cirka tjugo år framåt sköttes verksamheten av mamsell Maria Fridorff. 
Själva restaurangbyggnaden var ett monumentalt tvåvåningshus av trä med stora fönsterpartier på långsidan mot Järlasjön och dubbla verandor på gaveln mot sundet, allt hållet i lättsam schweizerstil. Till värdshuset hörde en stor lummig trädgård och en åttkantig sjöpaviljong som låg ett stycke ute i sundet och användes bland annat för den årliga kräftpremiären. Man serverade frukost, middag och supéer och tillhandahöll två kägelbanor. 
En av värdshusets stamgäster var skalden Elias Sehlstedt som i sina dikter skildrade många glada och lyckliga stunder på Nackanäs. Även författaren Georg Nordensvan omnämner värdshuset. I Figge, en berättelse ur konstnärslifvet från 1885 heter det bland annat: "Vid Nackanäs värdshus stod glädjen i högan sky. Kaffeborden voro dukade på stranden, vågen plaskade nedanför, höga vilda berg reste sig ur sjön, och fåglar sjöngo i björkarna, som ännu knappt hunnit slå ut."
Vid anläggningen fanns också en ångbåtsbrygga som från och med 1863 trafikerades av Nacka Ångslupsbolag med ångslupen S/S Nackanäs (det fanns totalt tre ångfartyg med detta namn) på traden mellan Barnängens brygga i Hammarby sjö och Järlasjöns Stubbsund. Efter 1876 och några år framåt gick vissa turer till och från Skanstull och man kunde locka nya resandegrupper till Nackanäs.

### Historiska bilder

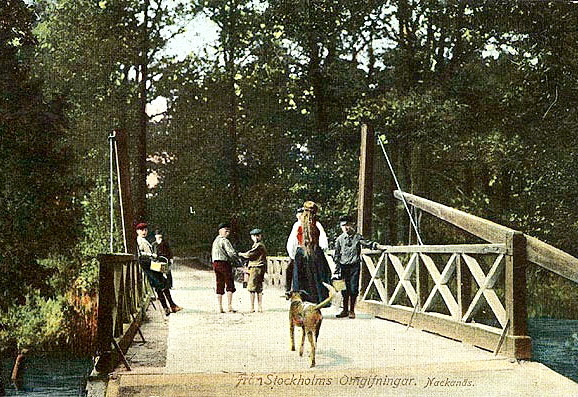
Nackanäsbron över sundet, vykort från omkring år 1900.
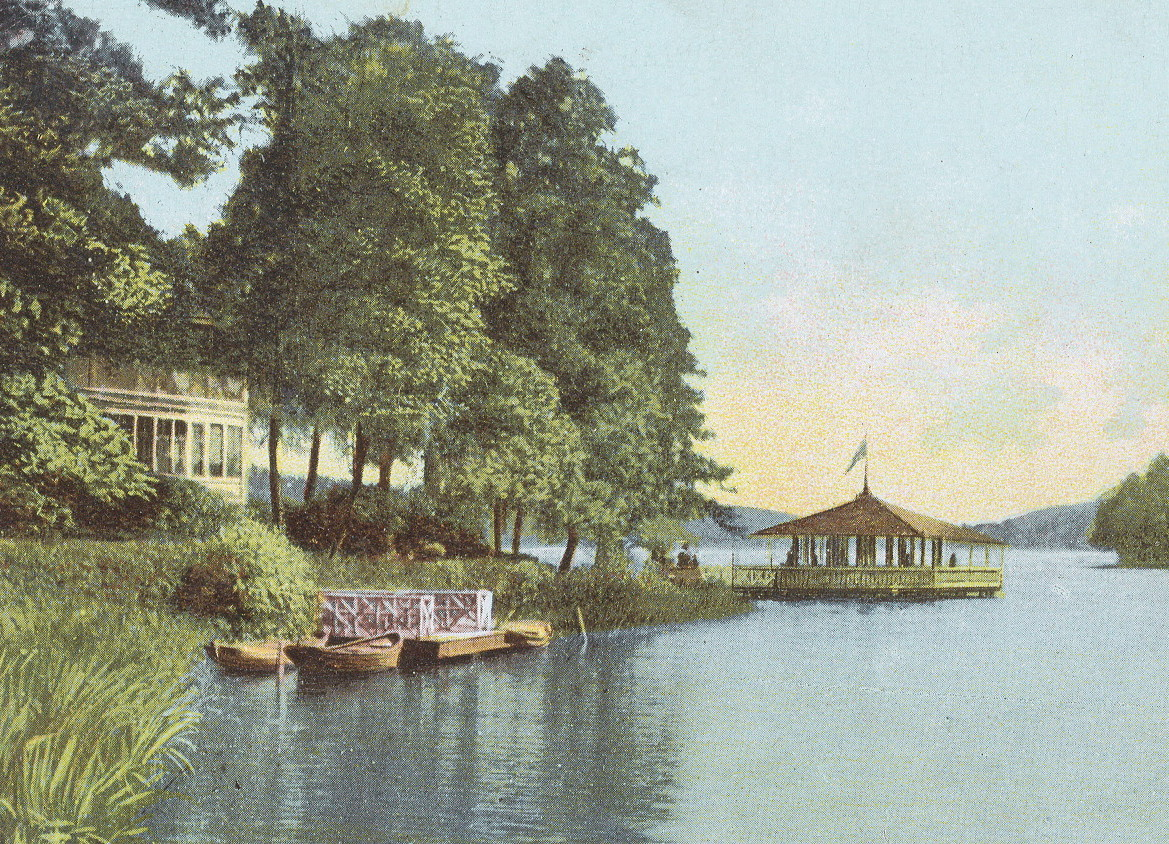
Sundet österut med värdshuset och paviljongen, vykort från omkring år 1900.
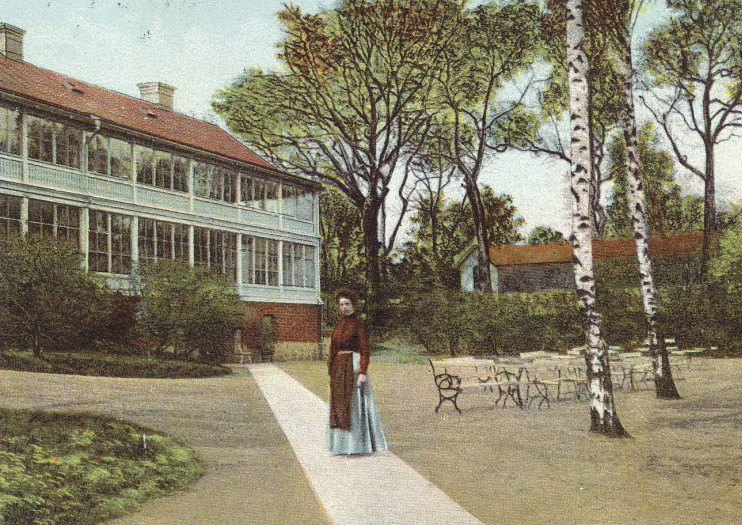
Värdshusets huvudbyggnad, vykort från omkring år 1900.
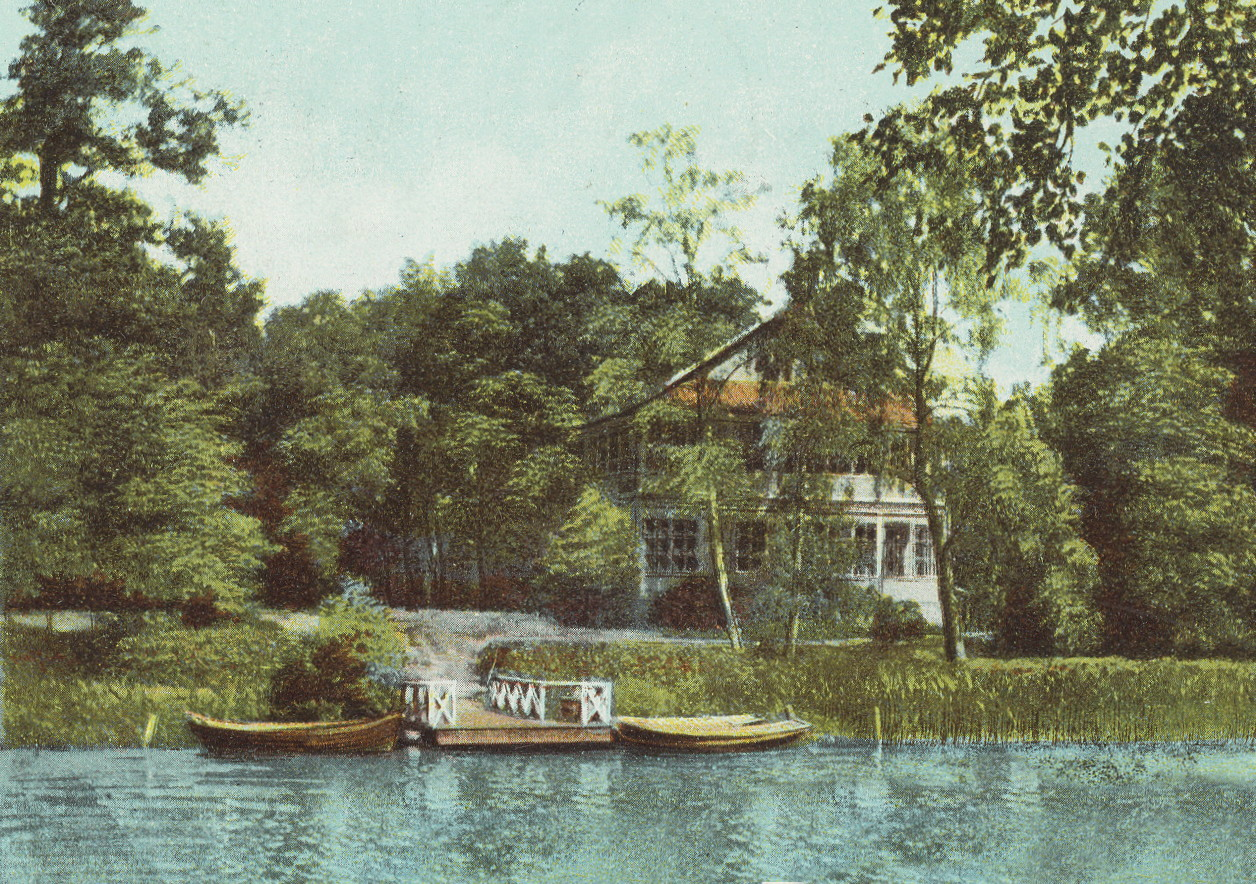
Värdshusbryggan, vykort från omkring år 1900.

## Nackanäs vidare öden

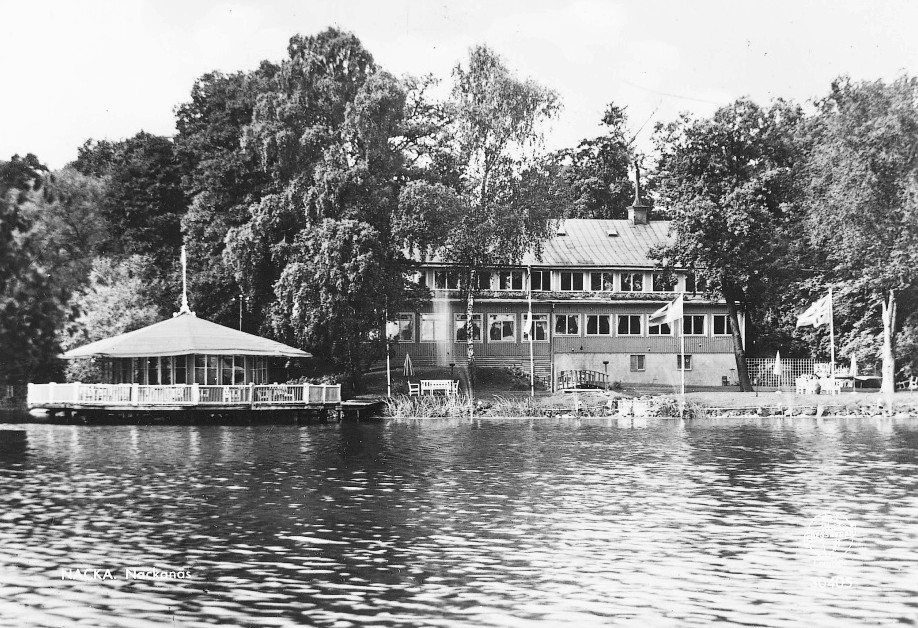
Nackanäs värdshus 1950-tal.

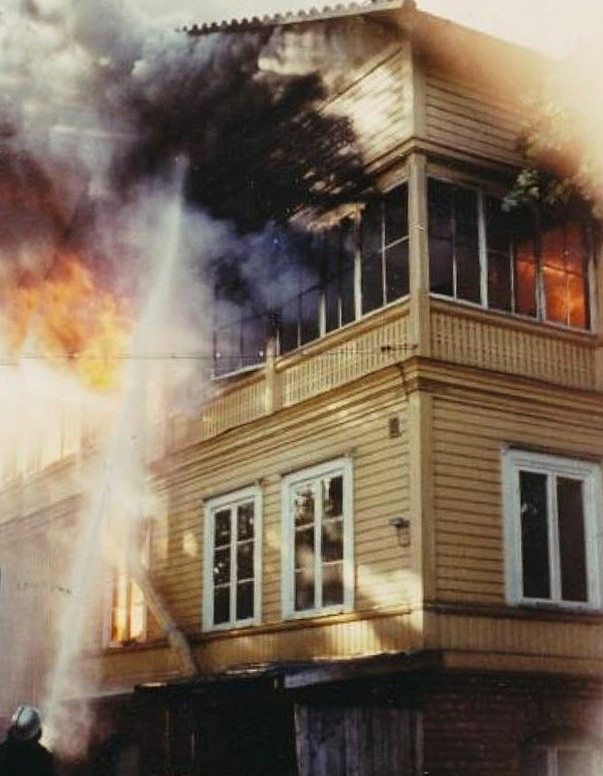
Branden, 22 juni 1960.

År 1913 förlorade värdshuset sina spriträttigheter vilket var ett förödande slag för verksamheten. Man miste samtidigt en stor del av sitt kundunderlag och fick stänga för ett par års tid. Utan värdshusgäster var trafikunderlaget för ångslupen också helt otillräckligt, och på sensommaren 1913 gjorde därför S/S Nackanäs sin sista tur på leden genom den smala Sickla kanalen. Året därpå upplades slupen och såldes slutligen 1917 till okänd köpare.
Nackanäs värdshus öppnade igen och återfick 1938 sina spriträttigheter. Nya gäster kom från närbelägna Atlas Copcos fabriker och alla nya bostadsområden som började växa upp i grannskapet. På 1920- och 1930-talen bebyggdes Nysätra (Nackanäs granne) med villor och villaföreningens första stämma hölls i en av värdshusets lokaler. På sommaren 1950 spelades långfilmen När syrenerna blomma in och värdshuset var en av inspelningsplatserna i och utanför Stockholm. 
Tidigt på morgonen den 22 juni 1960 utbröt en häftig brand i huvudbyggnaden som förstörde stora delar av anläggningen som inte återuppbyggdes. Orsaken till branden blev aldrig riktigt klarlagd. Platsen förblev obebyggd några år. Idag står här tre villor uppförda i början på 1980-talet. Delar av värdshusets räddade interiör med möbler och husgeråd visas på Nacka hembygdsmuseum.

### Noter

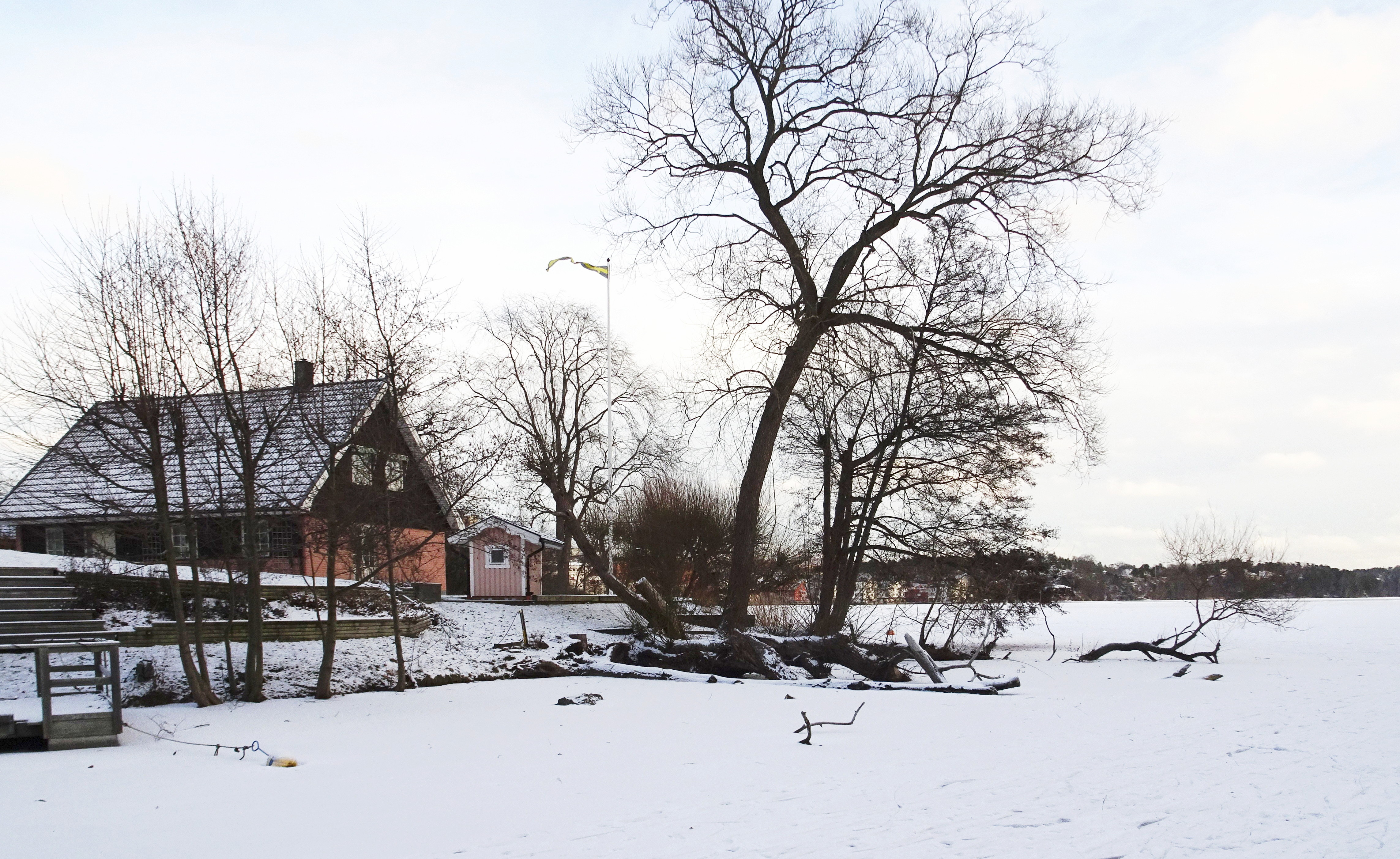
Platsen för värdshuset i december 2021.